# Estádio Municipal 22 de Junho
O Estádio Municipal 22 de Junho é o estádio municipal de Vila Nova de Famalicão, Portugal, sendo sobretudo usado para os jogos do Futebol Clube de Famalicão. Inaugurado a 21 de Setembro de 1952, recebeu em 2015 as suas últimas obras de remodelação, em consequência do regresso do Famalicão aos campeonatos profissionais (embora estejam previstas obras mais profundas).
O recinto tem capacidade de 5 186 lugares, campo relvado e iluminação artificial, bem como um campo de futebol secundário adjacente.

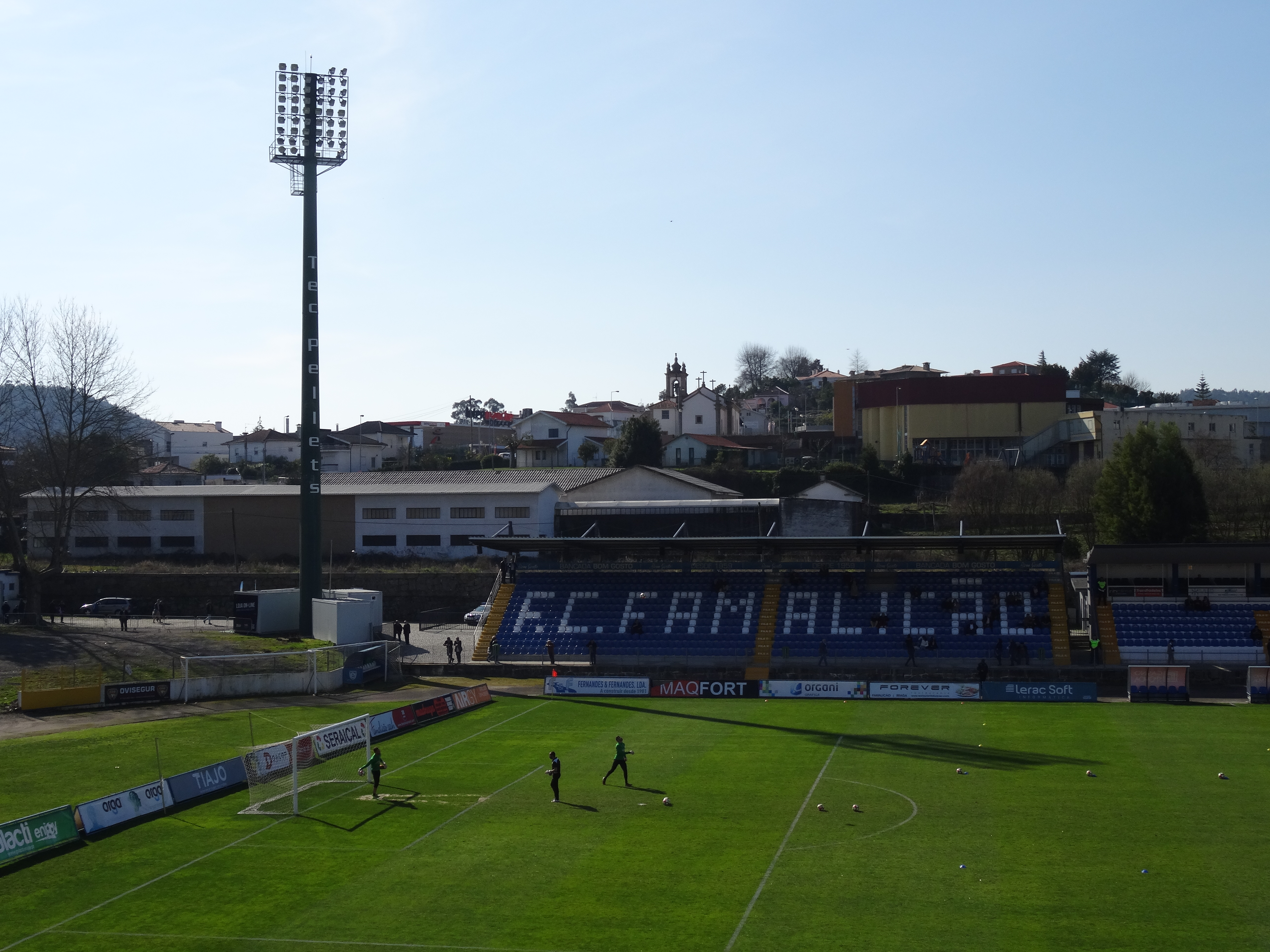
Estádio em 2017

## Renovação do Estádio
Em 2019 a Câmara de Vila Nova de Famalicão abriu um concurso público por 8 milhões de euros para a renovação da infraestrutura. Mas o projeto acabou por cair por terra, porque a renovação do estádio foi orçado num mínimo de 12 milhões de euros.
Em 2025, a Câmara pretende construir um novo estádio com financiamento assegurada por privados. O orçamento previsto para a obra é de 24 milhões de euros e não irá envolver qualquer financiamento camarário. A estratégia é concessionar os terrenos e a edificação, desafiando promotores privados a olharem para a área onde estão implantados o [atual] Estádio Municipal e o campo de treinos e a desenvolverem uma proposta que inclua, obrigatoriamente, a construção do novo estádio. A concessão terá um período de 53 anos (três no máximo para a construção e 50 para a exploração).